# Puakenikeni
Puakenikeni este cel de-al treilea single lansat de Nicole Scherzinger pentru primul ei album nelansat Her Name Is Nicole. Piesa a debutat în februarie 2008 pe clasamentul Bulgaria Singles Top 40 pe locul 34. Melodia a fost produsă și scrisă de Akon și duo-ul jamaican Brick & Lace, care cântă împreună cu Nicole. Melodia trebuia să fie al patrulea single, dar mai târziu a fost redenumită al treilea single.
„Puakenikeni” a fost aleasă de fanii pentru a fi al patrulea single de pe album, dar, în ciuda producției lui Akon, piesa a dus la al patrulea eșec al carierei cântăreței.
Numele cântecului provine de la florile galbene și albe ale plantei puakenikeni (Fagraea baeteroana) care crește în Hawaii